# Cursed (film, 2004)
Pour les articles homonymes, voir Cursed.
Pour plus de détails, voir Fiche technique et Distribution.
Cursed (「超」怖い話Ａ 闇の鴉, 'Chō' kowai hanashi A: yami no karasu) est un film japonais réalisé par Yoshihiro Hoshino, sorti en 2004.

## Synopsis
Nao Shingaki travaille à temps partiel dans un petit magasin. En apparence, il ressemble à n'importe quel autre magasin, mais il y a quelque chose de manifestement anormal dans ce lieu. À l'intérieur, l'air est rempli d'esprits vindicatifs. À l'extérieur, l'arrière-cour empeste d'une horrible odeur. Le propriétaire du magasin semble ravi par les sérieuses blessures qu'a enduré un VRP pour une grande compagnie; alors que sa femme souffre d'une folie inconnue et passe son temps à regarder les caméras de sécurité. Maintenant, les esprits ont pris les âmes d'un employé de nuit et de plusieurs clients. Nao se retrouve avec la lourde tâche d'essayer d'échapper à cette terreur démoniaque...

## Fiche technique
- Titre : Cursed
- Titre original :「超」怖い話Ａ 闇の鴉 ('Chō' kowai hanashi A: yami no karasu?)
- Réalisation : Yoshihiro Hoshino
- Scénario : Yoshihiro Hoshino et Hirotoshi Kobayashi, d'après une histoire de Yumeaki Hirayama
- Production : Chikao Imagawa, Takeshi Katō, Suguru Matsumura, Akihiro Itō et Ippei Takahashi
- Musique : Kuniyuki Morohashi
- Photographie : Takashi Suga et Masahiro Taniai
- Montage : Yoshihiro Hoshino[1]
- Décors : Nozomi Satō
- Pays d'origine :  Japon
- Langue originale : japonais
- Format : couleurs - 1,85:1 - Dolby Digital - 35 mm
- Genre : film d'horreur
- Durée : 81 minutes
- Date de sortie :
  - Japon : 29 mai 2004[2]

## Distribution
- Hiroko Satō : Nao Shingaki
- Kyōko Akiba : Ryōko Kagami
- Takaaki Iwao : l'employé de nuit
- Osamu Takahashi : le propriétaire du magasin
- Etsuyo Mitani : la femme du propriétaire
- Yumeaki Hirayama : le présentateur de DFJ News
- Susumu Terajima : Akira Tejima